# Actinanthus syriacus
Actinanthus syriacus là một loài thực vật có hoa trong họ Hoa tán. Loài này được Ehrenb. mô tả khoa học đầu tiên năm 1829.